# Накано (город)
Нака́но (яп. 中野市 Накано-си) — город в Японии, находящийся в префектуре Нагано. Площадь города составляет 112,06 км², население — 44 243 человека (1 августа 2014), плотность населения — 394,82 чел./км².

## Географическое положение
Город расположен на острове Хонсю в префектуре Нагано региона Тюбу. С ним граничат города Иияма, Нагано, посёлки Обусе, Яманоути, Иидзуна и сёла Такаяма, Кидзимадаира.

## Население
Население города составляет 44 243 человека (1 августа 2014), а плотность — 394,82 чел./км². Изменение численности населения с 1980 по 2005 годы:
| 1980 | 44 985 чел. |  |
| 1985 | 46 105 чел. |  |
| 1990 | 46 468 чел. |  |
| 1995 | 47 529 чел. |  |
| 2000 | 47 845 чел. |  |
| 2005 | 46 788 чел. |  |

## Символика
Деревом города считается яблоня, цветком — пион молочноцветковый, птицей — тундряная куропатка.